# كينت ريان
كينت ريان (بالإنجليزية: Kent Ryan)‏ هو لاعب كرة قدم أمريكية أمريكي، ولد في 2 فبراير 1915 في ميدفال في الولايات المتحدة، وتوفي في 2 فبراير 2006.

## وصلات خارجية
- كينت ريان على موقع مرجع كرة القدم المحترفة.كوم (الإنجليزية)